# Orbiniidae
Orbiniidae zijn een familie van borstelwormen (Polychaeta).

## Taxonomie
De volgende taxa zijn bij de familie ingedeeld:
- Geslacht Paraorbiniella Rullier, 1974
- Geslacht Questa Hartman, 1966
- Geslacht Scoloplella Day, 1963
- Geslacht Scoloplosia Rullier, 1972
- Geslacht Uncorbinia Hartmann-Schröder, 1979
- Onderfamilie Methanoariciinae Blake, 2000
  - Geslacht Methanoaricia Blake, 2000
- Onderfamilie Microrbiniinae Blake, 2000
  - Geslacht Microrbinia Hartman, 1965
  - Geslacht Orbiniella Day, 1954
  - Geslacht Pettibonella Solis-Weiss & Fauchald, 1989
  - Geslacht Proscoloplos Day, 1954
- Onderfamilie Orbiniinae Hartman, 1942
  - Geslacht Berkeleyia Hartman, 1971
  - Geslacht Califia Hartman, 1957
  - Geslacht Leitoscoloplos Day, 1977
  - Geslacht Leodamas Kinberg, 1866
  - Geslacht Naineris Blainville, 1828
  - Geslacht Orbinia Quatrefages, 1866
  - Geslacht Phylo Kinberg, 1866
  - Geslacht Protoaricia Czerniavsky, 1881
  - Geslacht Protoariciella Hartmann-Schröder, 1962
  - Geslacht Scoloplos Blainville, 1828

### Ttaxon inquirendum
- Geslacht Gisela Müller, 1858

### Nomen dubium
- Geslacht Clytie Grube, 1855
- Geslacht Porcia Grube, 1859
- Geslacht Schroederella Laubier, 1962

### Synoniemen
- Protoariciinae Hartman, 1957 => Orbiniinae Hartman, 1942
- Alcandra Kinberg, 1866 => Leodamas Kinberg, 1866
- Anthostoma Schmarda, 1861 => Naineris Blainville, 1828
- Aricia Savigny, 1822 => Orbinia Quatrefages, 1866
- Berkeleya => Berkeleyia Hartman, 1971
- Branchethus Chamberlin, 1919 => Leodamas Kinberg, 1866
- Falklandiella Hartman, 1967 => Orbiniella Day, 1954
- Haploscoloplos Monro, 1933 => Leodamas Kinberg, 1866
- Labotas Kinberg, 1866 => Scoloplos Blainville, 1828
- Lacydes Kinberg, 1866 => Naineris Blainville, 1828
- Naidonereis => Naineris Blainville, 1828
- Nainereis => Naineris Blainville, 1828
- Pararicia Solis-Weiss & Fauchald, 1989 => Protoariciella Hartmann-Schröder, 1962
- Scolaricia Eisig, 1914 => Scoloplos Blainville, 1828
- Theodisca Müller, 1858 => Naineris Blainville, 1828
- Theostoma Eisig, 1914 => Protoaricia Czerniavsky, 1881